# Johannes Widmann (Médico)
Johannes Möchinger (1444–1524) (Johannes Salicetus) (* Maichingen, 1444 † Pforzheim, 31 de Dezembro de 1524) foi professor de Medicina e médico particular (1498) de Ulrich, Duque de Württemberg (1487-1550), de Cristóvão I de Baden (1453-1527) (em 1475) e de Eberardo de Bart (1445-1496) (em 1493), por quem foi nomeado professor de Medicina da Universidade de Tübingen. Tornou-se Doutor em medicina na Universidade de Pavia, onde foi aluno de Johannes Franciscus Marlianus.

## Obras
- Tractatus de pustulis et morbo, qui vulgato nomine mal de Franzos appelatur, 1497
- Tractatus de pestilentia, 1500
- Tractatus de balneis thermarum ferinarum (vulgo Wildbaden) … (Tubinge [357] per Thomam Anshelmum 1513